# Moderlieschen

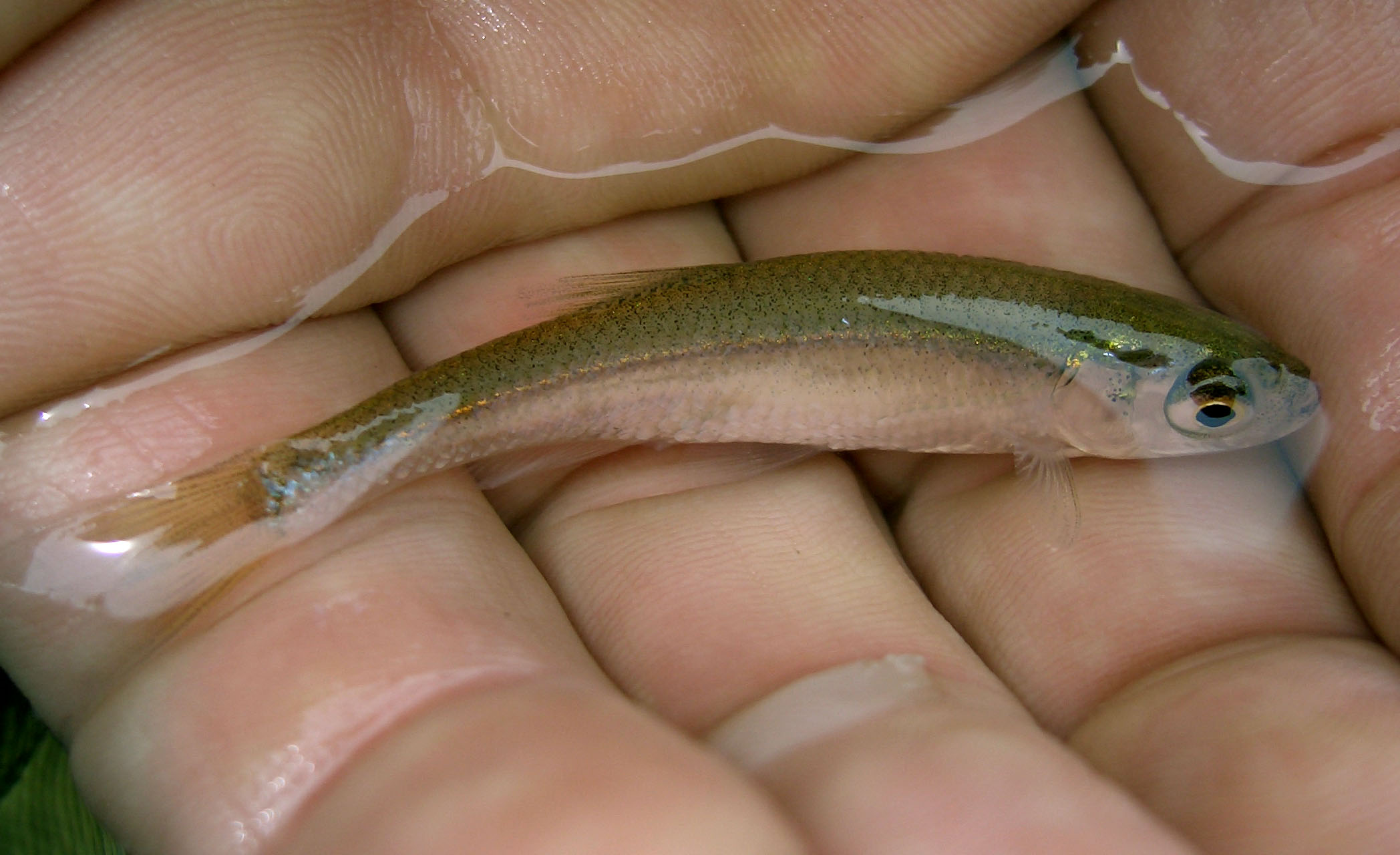
Etwa fingerlanges adultes Moderlieschen

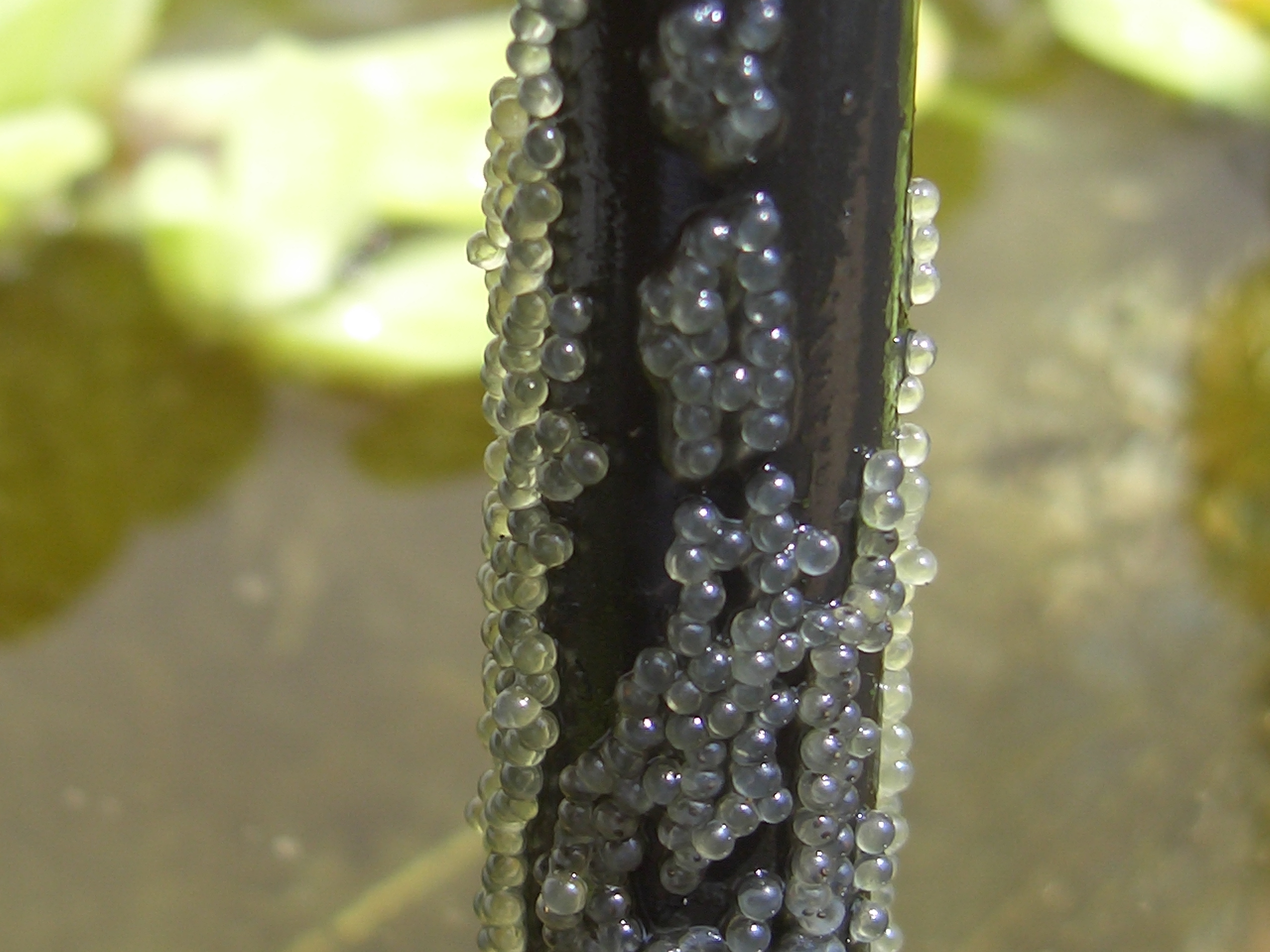
Eier (Laich) in Bändern abgelegt

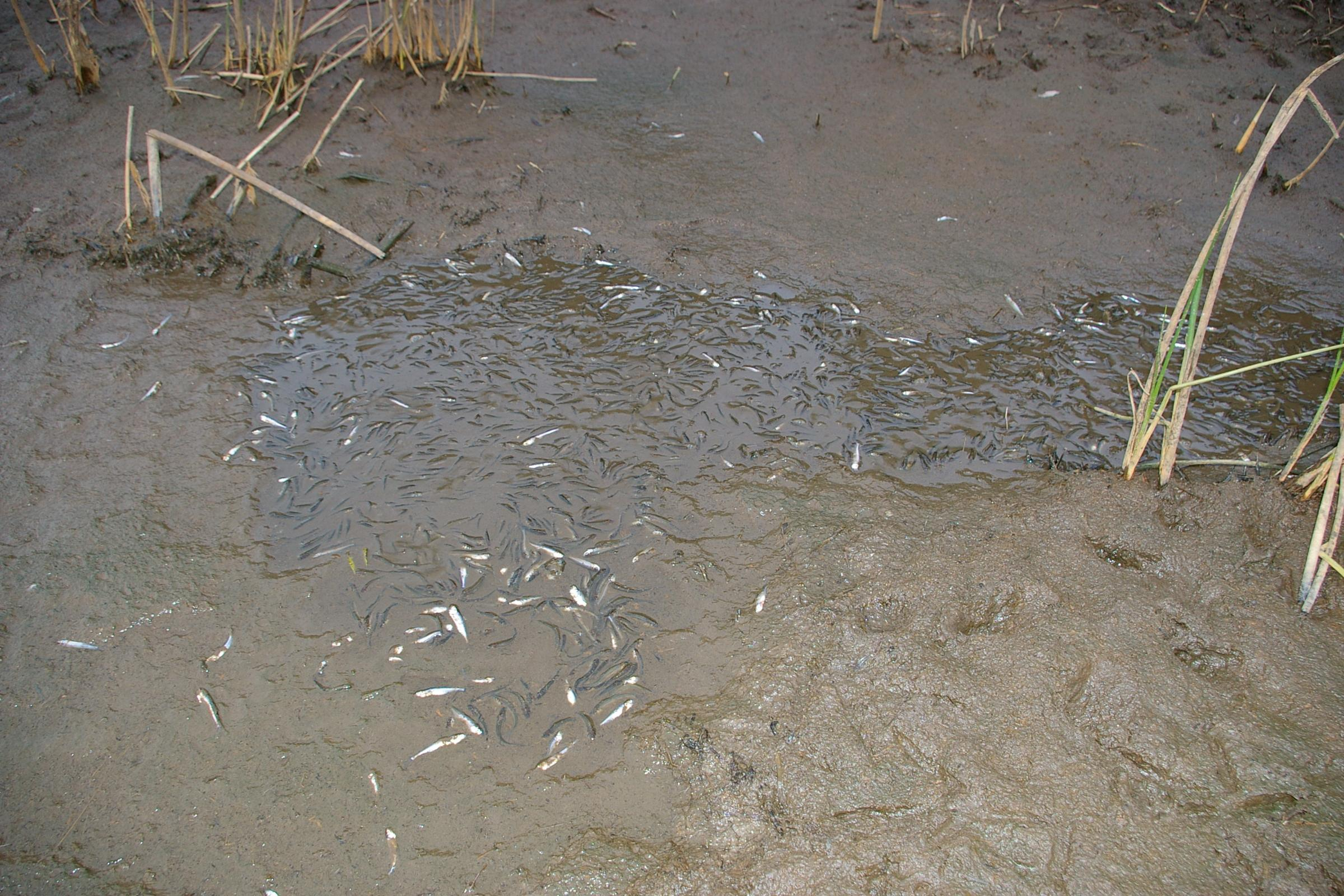
Schwarm von jungen Moderlieschen gefangen in der Restlache eines austrocknenden Tümpels

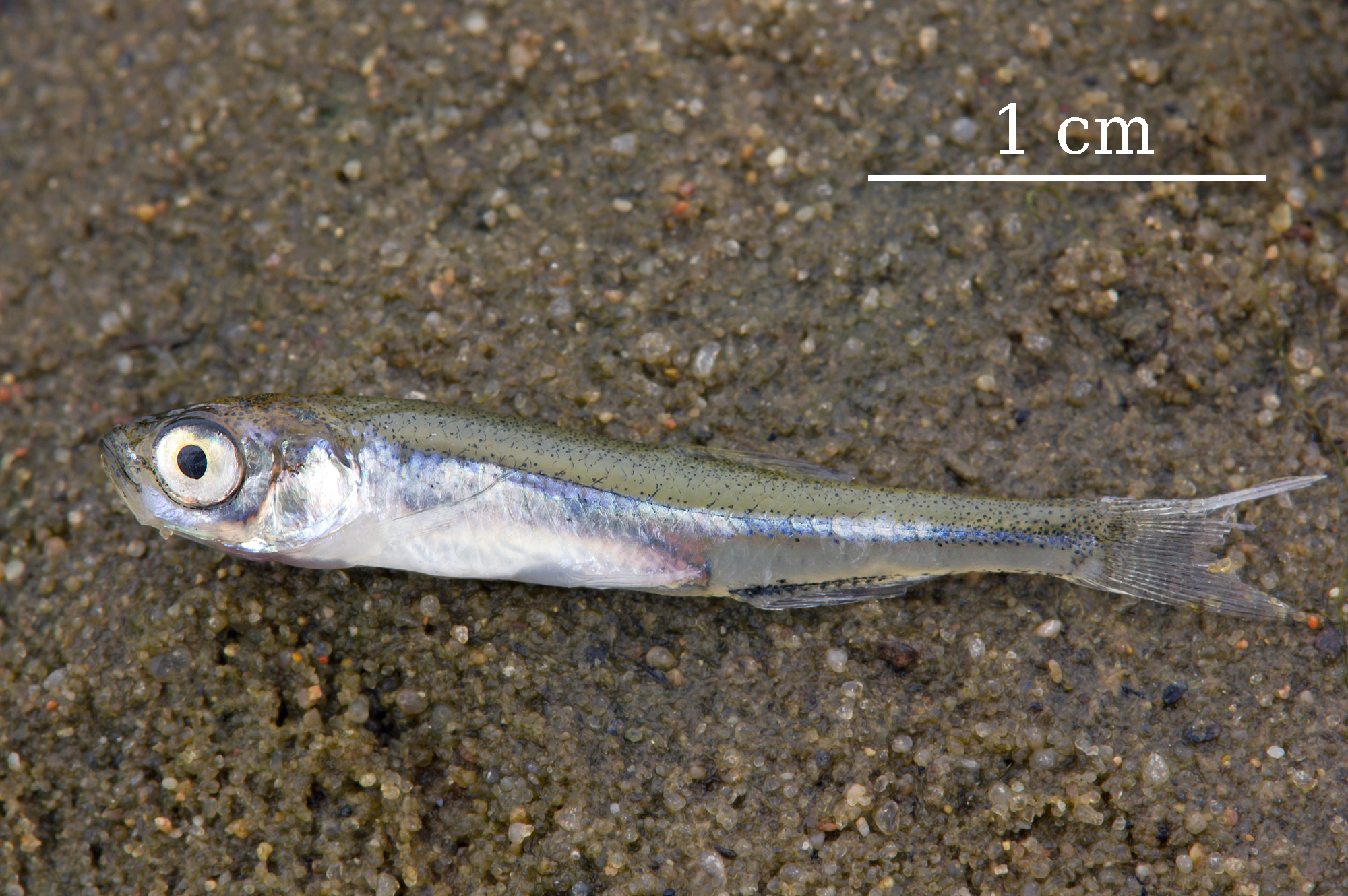
Typisch für Moderlieschen ist die längliche Gestalt mit blau-schimmernden, sonst silbernen Flanken (hier ein totes Jungtier an Land)

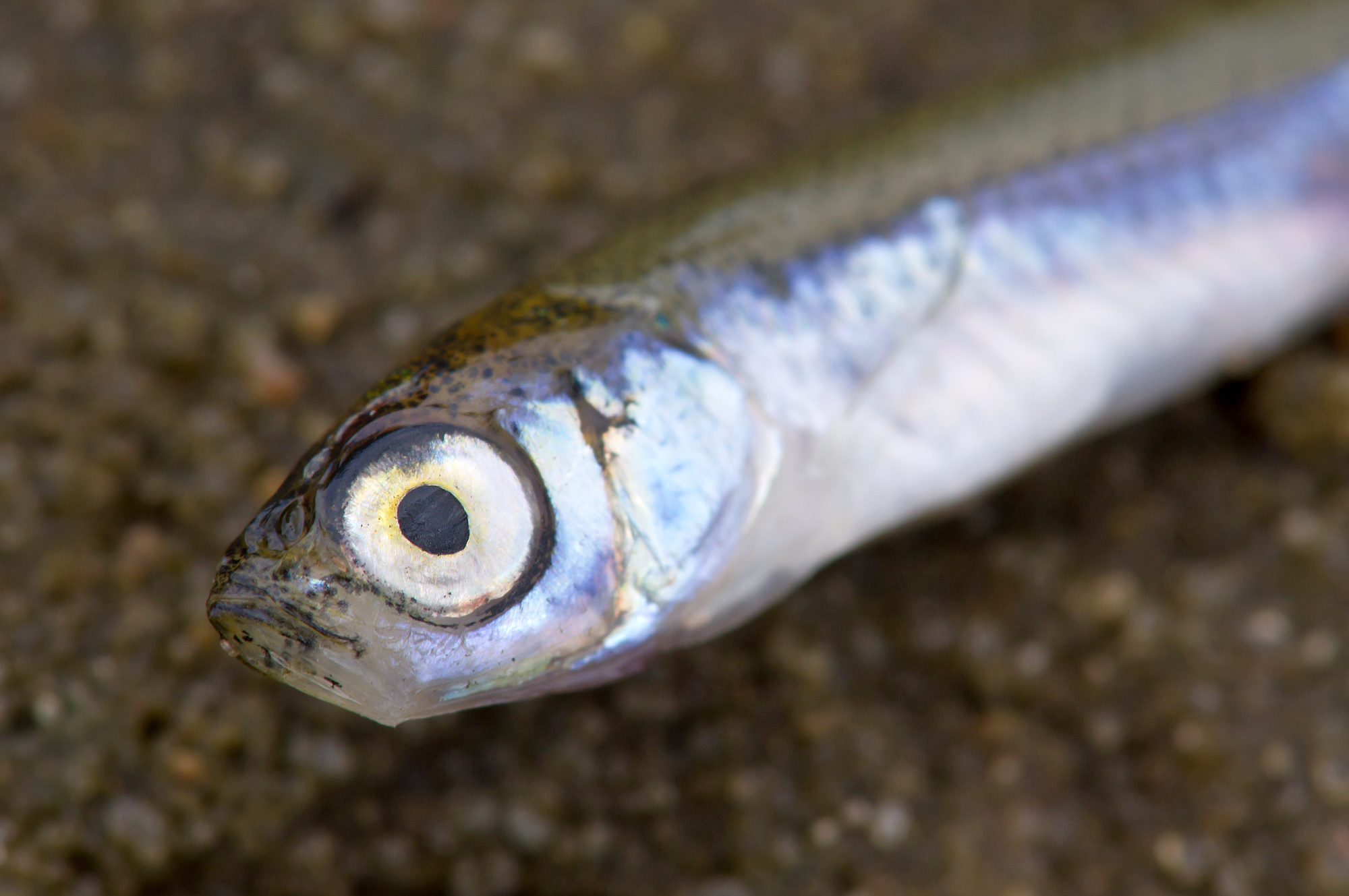
Die Augen sind im Verhältnis zum Körper sehr groß; das oberständige Maul ist stark aufwärts gerichtet

Das Moderlieschen (Leucaspius delineatus), auch Malinchen, Modke, Mudchen, Mutterloseken, Schneiderkarpfen, Sonnenfischchen,
Witting, oder Zwerglaube genannt, ist eine europäische Kleinfischart aus der Familie der Karpfenfische und wird dabei „angelsprachlich“ zu den Weißfischen gezählt.

## Merkmale
Das ausgewachsene Moderlieschen ist 6 bis 9 cm lang, selten 10–12, wobei der Rogner (Weibchen) etwas größer und beleibter wird als der Milchner (Männchen). Der Körper ist stromlinienförmig und seitlich etwas abgeflacht. Der Rücken ist braungrün, die Seiten silberfarben, der Bauch weißlich. Über die Seiten des Körpers zieht sich ein mehr oder weniger stark blau schimmernder Längsstreifen, der besonders auf dem Schwanzstiel deutlich zu sehen ist. Die Schuppen sind in Längsreihen zu je 44 bis 48 angeordnet. Das Maul ist oberständig und steil nach oben gerichtet. Die Augen sind relativ groß; die kurze Seitenlinie ist nur auf den ersten 7–12 Schuppen sichtbar. Das Tier besitzt zwei Brustflossen, zwei Bauch-, eine 10–11-strahlige Rücken-, eine 14–20-strahlige After- und eine Schwanzflosse. Die Ansatzstellen der Flossen sind meist leicht rötlich, die Flossen selbst aber durchscheinend gelblich oder weißlich gefärbt. Zwischen Bauch- und Afterflosse ist eine kielförmige Bauchkante ausgeprägt.
Die Geschlechter kann man anhand der Afteröffnung (Urogenitalöffnung) unterscheiden, die beim Männchen tiefliegend ist, während sie beim Weibchen drei Auswüchse besitzt.

## Vorkommen
Das Verbreitungsgebiet reicht in Europa von Nord- und Zentralfrankreich im Westen bis zur Wolga und zum Kaspischen Meer im Osten. Die Höhenverbreitung konzentriert sich auf das Tiefland. Die Art fehlt in Großbritannien, Südwestfrankreich, auf der Iberischen Halbinsel, in Italien, weitgehend auf der Balkanhalbinsel und in Skandinavien (außer Dänemark, Schonen).
Moderlieschen bewohnen stehende und schwach fließende, meist kleinere Gewässer (Süßwasser), beispielsweise Überschwemmungstümpel, Teiche, Torfkuhlen, Baggerseen und sumpfige Gräben. Als Schwarmfische leben sie gesellig im Oberflächenwasser bis zu etwa einem Meter Tiefe. Starke Strömung meiden sie; dafür halten sie sich gern im dichten Pflanzenbewuchs der Uferregion auf.

## Nahrung
Die Art ernährt sich von Phyto- und Zooplankton sowie Insekten, welche nahe der Oberfläche eingefangen werden. Im Einzelnen gehören beispielsweise Mückenlarven, Algen, Wasserflöhe und Hüpferlinge zum Nahrungsspektrum. Auch Luftinsekten wie über dem Wasser fliegende Mücken werden erbeutet. Obwohl aufgrund von Magenanalysen bisher angenommen wurde, dass Moderlieschen keine Prädatoren von Amphibienlaich bzw. -larven darstellen, zeigen aktuelle Laborexperimente das Gegenteil auf.

## Fortpflanzung
Die Laichzeit erstreckt sich von April bis Juni und erfolgt bei über 18 °C Wassertemperatur in drei bis fünf Etappen.
Die Eier sind circa 1 mm groß, farblos und werden als Laichbänder vom Weibchen auf vorher gesäuberte Stängel, Blattunterseiten von Wasserpflanzen, Holzstücke oder Wurzeln nahe der Wasseroberfläche abgelegt. Dass Moderlieschen ihre Eier in Spiralen ablegen würden, ist wohl ein häufig zu lesender Irrtum. Der Schlupf erfolgt nach rund 10 Tagen Embryonalentwicklung.
Das Männchen betreibt Brutpflege, indem es das Gelege bis zum Schlupf bewacht und es durch Anstoßen des Stängels und Flossenbewegungen mit Frischwasser versorgt. Außerdem bestreicht es die Eier mit einem bakterienhemmenden Sekret.
Die Geschlechtsreife tritt am Ende des ersten Lebensjahres ein.

## Ausbreitung
Moderlieschen können neue Lebensräume auch durch passive Fremdverbreitung besiedeln: Die Laichbänder können an den Beinen von Wasservögeln anhaften und so in ein anderes Gewässer eingebracht werden. Daher kommt auch der Name „Moderlieschen“ – er leitet sich von „mutterlos“ ab. In Flussauen bleiben die Fische nach Hochwässern in Überschwemmungstümpeln zurück.

## Wirtschaftliche Bedeutung, Nutzung
Eine wirtschaftliche Bedeutung hat das Moderlieschen kaum – außer im Zoofachhandel als Kaltwasseraquarien- und Gartenteichfisch. Gelegentlich wird es von Anglern als Köderfisch benutzt zum Beispiel für den Fang von Zandern, wobei jedoch die ganzjährige Schonzeit in manchen Bundesländern zu beachten ist. Das Moderlieschen eignet sich für relativ kleine Gartenteiche. Es ist widerstandsfähig gegen Kälte und Eis, allerdings anfällig gegenüber Sauerstoffmangel sowie erhöhte Nitrat- und Nitritwerte. Die Wasserhärte sollte um 15 dGH liegen, der pH-Wert um 7. Die Art reduziert durch ihr Fressverhalten die in kleinen Teichen problematischen Algen. Die Wassertemperatur sollte jedoch nicht wesentlich über 20 Grad Celsius steigen, sofern keine aktive Belüftung des Teiches erfolgt.
Da die Fische gesellig leben, sollte man mindestens 10 Tiere gemeinsam halten. Das Moderlieschen ist recht vermehrungsfreudig, oft sind mehrere Generationen in Gartenteichen anzutreffen. Als Folge der Eigenart, Mücken aus der Luft zu fangen, landen Moderlieschen gelegentlich am Ufer oder auf Seerosenblättern.
Die Tatsache, dass Moderlieschen empfindlich auf Umweltreize wie Veränderungen im Wasserchemismus reagieren, machte man sich beispielsweise im Wasserwerk Berlin zunutze, wo bis 2015 die Tiere als Bioindikatoren für die Trinkwasserqualität eingesetzt wurden.

## Gefährdung
Das Moderlieschen wird von der Weltnaturschutzunion IUCN in der Roten Liste gefährdeter Arten als nicht gefährdet (Least Concern) geführt. Allerdings werden lokale Bedrohungen durch Entwässerung von Nassräumen festgestellt.
Auch in Deutschland wird diese Kleinfischart auf der Roten Liste  derzeit als ungefährdet eingeordnet. Dennoch führen der Verlust naturnaher Kleingewässer sowie deren Verschmutzung, Eutrophierung, Entkrautung, naturferner Ausbau und andere Bewirtschaftungsmaßnahmen lokal zu Beeinträchtigungen.
Die Bundesländer in Deutschland führen eigene Rote Listen, in denen verschiedene Gefährdungskategorien angegeben werden.